# Francescantonio Nolè

Biskop Francescantonio Nolès vapen.

Francescantonio Nolè, O.F.M. Conv. (Ordo Fratrum Minorum Conventualium), född 9 juni 1948 i Potenza i Basilicata, död 15 september 2022 i Rom, var en italiensk katolsk präst. Nolè, som tillhörde franciskanorden, prästvigdes 1973 i Potenza. Från 2015 fram till sin död var han ärkebiskop i Cosenzas-Bisignanos ärkestift som omfattar hela provinsen Cosenza.
Från 2000 till 2015 var han biskop av Tursi-Lagonegro.
Han var också författare.